# Contes et Rencontres
Contes et rencontres est un festival organisé en Lozère par la Fédération départementale des Foyers Ruraux de Lozère  en février.
Le but de ce festival est d'organiser des soirées contes conviviales dans les villages du département.

## Historique
Le festival a été fondé en 1992.

## Déroulement du festival
Chaque année, la FDFR Lozère propose une liste de conteurs aux foyers ruraux du département. Le fait d'avoir une liste déjà établie permet aux conteurs de faire plusieurs dates dans la région.
Les foyers ruraux organisent les soirées dans des petits villages (de 10 à 1000 habitants), pour aller au plus près du public. 
Ces soirées permettent aux habitants d'un village de se retrouver pour passer un moment convivial. Certaines vont même voir tous les conteurs du festival, et voyagent dans tout le département.
Des boissons chaudes et des gâteaux sont souvent offerts en fin de soirée.
L'ouverture et la clôture du festival se font le plus souvent dans une salle plus grande, avec un conteur de renommée (Yannick Jaulin...) ou une soirée avec tous les conteurs du festival.